# X・アンバサダーズ
X・アンバサダーズ（X Ambassadors、エックス・アンバサダーズ）は、アメリカ合衆国のロック・バンド。

## 略歴
2009年にサム・ハリスと兄のケイシー・ハリス、サムの幼馴染であるノア・フェルドシュ、アダム・レヴィンの4人で「Ambassadors」結成。同年に自主制作EP『Ambassadors』を発売した。
2013年にバンド名を現在の「X・アンバサダーズ」へ変更し、インタースコープ・レコード傘下のKidinaKornerからEP『Love Songs Drug Songs』をリリース。その後はレーベルメイトのイマジン・ドラゴンズやジミー・イート・ワールドらのワールド・ツアーに参加。2015年に1枚目のアルバム『VHS』をリリースすると、ビルボード・チャート7位を記録。2016年のビルボード・ミュージック・アワード2016では「トップ・ロック・アーティスト賞」と「トップ・ロック・ソング賞」にノミネートされた。
2016年6月20日、フェルドシュが個人的な問題に対処するため無期限の活動休止となることを発表した。

## メンバー

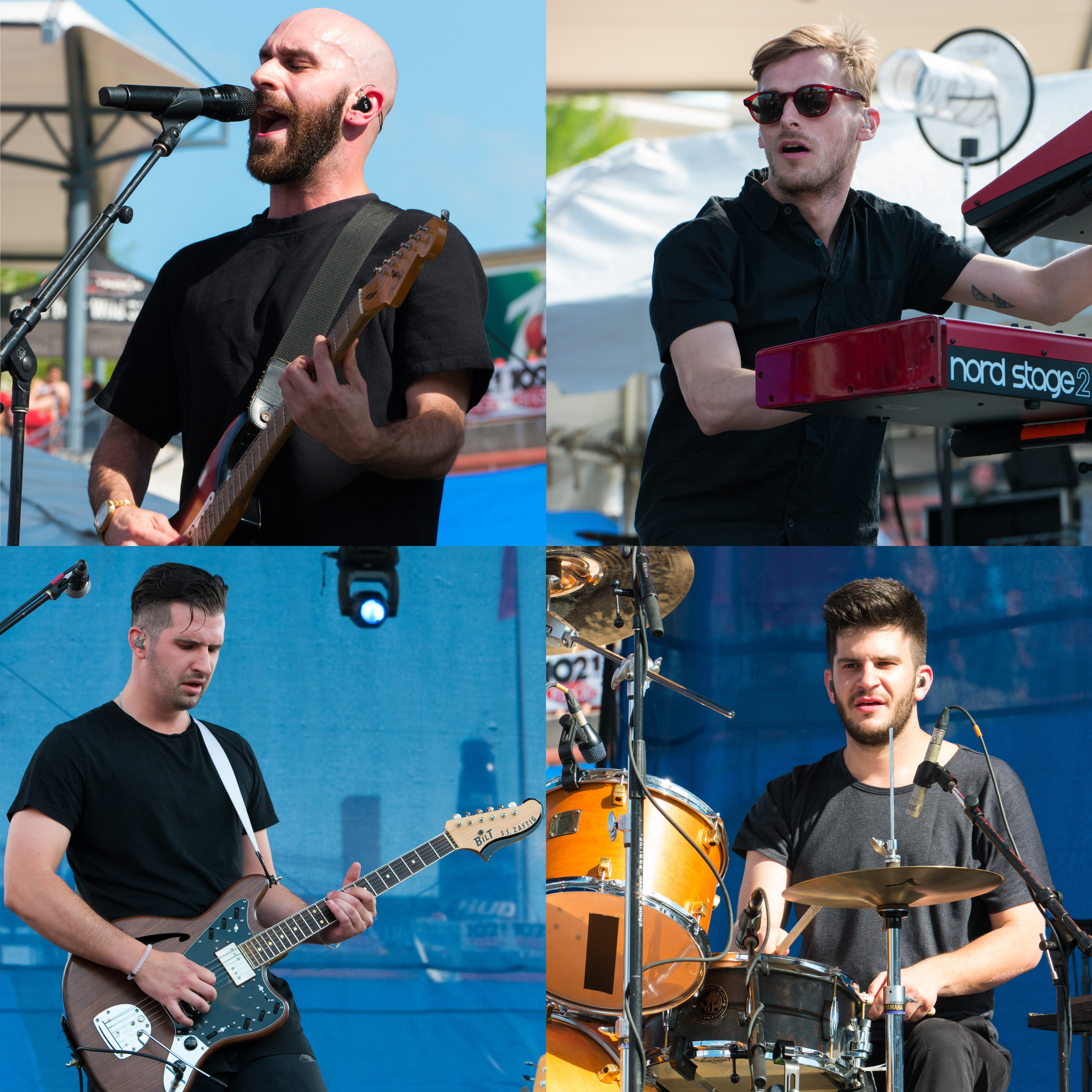
左上から時計回りに: サム・ハリス、ケイシー・ハリス、アダム・レヴィン、ノア・フェルドシュ（2016年）

- サム・ハリス (Sam Harris、1988年9月26日 - ) - ボーカル、ギター、サクソフォーン (2009年– )
- ケイシー・ハリス (Casey Harris、1987年1月24日 - ) - ピアノ、キーボード (2009年– )
- アダム・レヴィン (Adam Levin、1987年10月8日 - ) - ドラム、パーカッション (2009年– )

### ツアー・メンバー
- ラス・フリン (Russ Flynn) – ギター、ベース (2016年– )

### 旧メンバー
- ノア・フェルドシュ (Noah Feldshuh、1988年5月3日 - ) - ギター、ベース、キーボード、バック・ボーカル (2009年–2016年 ※活動休止)

## ディスコグラフィ

### アルバム
- VHS (2015年、Kidinakorner, Geffen, Interscope)
- Orion (2019年、Kidinakorner, Interscope)
- The Beautiful Liar (2021年、Kidinakorner, Interscope)
- Townie (2024年、Nyle)

### EP
- Ambassadors (2009年、自主制作) ※Ambassadors名義
- Litost (2012年、自主制作) ※Ambassadors名義
- Love Songs Drug Songs (2013年、KidinaKorner)
- The Reason (2014年、KidinaKorner)
- Belong (2020年、KidinaKorner)
- Townies (2024年、Nyle)

### 主なシングル
- "Tropisms" (2009年)
- "Unconsolable" (2012年)
- "Unconsolable" [New Version] (2013年)
- "Jungle" (2014年) ※X Ambassadors & Jamie N Commons featuring Jay Z
- "Renegades" (2015年)
- "Fear" (2015年) ※featuring Imagine Dragons
- "Unsteady" (2016年)
- "American Oxygen" (2016年)
- "Sucker for Pain" (2016年) ※with Lil Wayne, Wiz Khalifa, Imagine Dragons, Logic & Ty Dolla $ign
- "Collider" (2016年) ※with Tom Morello
- "Home" (2017年) ※with Machine Gun Kelly and Bebe Rexha

## 受賞・ノミネート
| 年     | 音楽賞                                 | 賞                             | 対象      | 結果       |
| ------ | -------------------------------------- | ------------------------------ | --------- | ---------- |
| 2015年 | ティーン・チョイス・アワード2015       | ロック・ソング部門             | Renegades | ノミネート |
| 2016年 | ビルボード・ミュージック・アワード2016 | トップ・ロック・アーティスト賞 | -         | ノミネート |
| 2016年 | ビルボード・ミュージック・アワード2016 | トップ・ロック・ソング賞       | Renegades | ノミネート |